# Willy Kern
Willy Kern (* 25. März 1914 in Zürich; † 13. Dezember 1990 ebenda) war ein Schweizer Radrennfahrer.

## Sportliche Laufbahn
Kern war im Strassenradsport aktiv. 1938 wurde er Zweiter im Amateurrennen der Meisterschaft von Zürich. Danach startete er als Unabhängiger.
1942 wurde er hinter Ferdy Kübler Zweiter in der Tour de Suisse. 1945 gewann er eine Etappe im Circuito del Norte, einem spanischen Etappenrennen. Im Profirennen der Strassenradsport-Weltmeisterschaften 1946 wurde er beim Sieg seines Landsmannes Hans Knecht 15. In der Nordwestschweizer Rundfahrt 1946 wurde er Zweiter hinter Rik Van Steenbergen.
Die Tour de Suisse bestritt er siebenmal. 1946 erreichte er als Zehnter nochmals eine vordere Platzierung. Nach der Tour de Suisse 1948 beendete er seine Profikarriere.